# Cesáreo Sanz Egaña
Cesáreo Sanz Egaña (25 de febrero de 1885 en Madrid - 24 de febrero de 1959) fue un veterinario español, siendo la única referencia española veterinaria durante los inicios del siglo XX. Por su actividad literaria se engloba dentro de la Generación del 98. Fue el primer director del Matadero Municipal y Mercado de Ganados (desde el 25 de febrero de 1925). Ingresó por oposición en el Cuerpo de Inspectores de Higiene y Sanidad Pecuarias (en la actualidad Cuerpo Nacional Veterinario). Compaginó sus actividades profesionales con la docencia, fue profesor.  Escribió diversos estudios sobre la historia de la veterinaria.